# ハリエットのスパイ大作戦
『ハリエットのスパイ大作戦』（原題: Harriet the Spy）は、1996年のアメリカ映画。ルイーズ・フィッツヒューの児童向け小説『スパイになりたいハリエットのいじめ解決法』を原作にしている。ブロンウェン・ヒューズの初監督作品であり、ミシェル・トラクテンバーグの初主演作品。そしてニコロデオン・ムービーズが初めて製作した映画作品である。
日本では劇場公開されずビデオスルーとなり、過去にVHSが発売されたのみである。
なお、アメリカではテレビアニメ『ヘイ・アーノルド!』のパイロットフィルム「Arnold」が同時上映された。

## ストーリー
作家を目指す12歳の少女ハリエット。彼女の日課は「スパイ活動」と称して近所の住民やクラスメートの秘密を探ること。ユニークなベビーシッターのゴリーや仲の良い友達と楽しい毎日を送っていたハリエットだったが、スパイ活動に使っていた大切なノートを落としてしまったことで、彼女のスパイ活動が周囲の人々にバレてしまう。クラスメートにノートの中身を見られたハリエットは、クラスでいじめを受けるようになってしまい、ついに彼女は学校へ行くことを拒否するようになってしまう。落ちこむハリエットに対しゴリーは、もう一度友達やクラスメートと向き合うようアドバイスを送る。ハリエットは勇気を出して学校へ向かう。

## キャスト
| 役名                         | 俳優                         | 日本語吹替 | 日本語吹替     |
| 役名                         | 俳優                         | VHS版      | VOD版          |
| ---------------------------- | ---------------------------- | ---------- | -------------- |
| ハリエット・M・ウェルシュ    | ミシェル・トラクテンバーグ   | 矢島晶子   | 佐野仁香       |
| スポート                     | グレゴリー・スミス           | 津村まこと | ラヴェルヌ知輝 |
| ジェイニー・ギブス           | ヴァネッサ・リー・チェスター | 木藤聡子   | 森香奈衣       |
| オレ・ゴリー                 | ロージー・オドネル           | 塩田朋子   | 神代知衣       |
| ハリエットのママ             | J・スミス＝キャメロン        | 日野由利加 |                |
| ハリエットのパパ             | ロバート・ジョイ             | 伊藤和晃   |                |
| アガサ・K・プラマー          | アーサー・キット             | 水原リン   |                |
| マリオン・ホーソン           | シャーロット・サリヴァン     |            | 稲葉菜月       |
| レイチェル・ヘネシー         | テイシャ・キム               |            |                |
| ベス・エレン・ハンセン       | セシリー・キャロル           |            |                |
| 紫のソックスの男の子         | ダヴ・ティフェンバック       |            |                |
| キャリー・アンドロウズ       | ニナ・ショック               |            |                |
| ピンキー・ホワイトヘッド     | コナー・デヴィット           |            |                |
| ローラ・ピーターズ           | アリーシャ・モリソン         |            |                |
| エルソン先生                 | ナンシー・ビーティ           |            |                |
| ハリソン・ウィザーズ         | ドン・フランクス             | 宝亀克寿   | 斎藤志郎       |
| ジョージ・ウォルデンスタイン | ユージーン・リピンスキー     | 牛山茂     |                |